# Karel Hiddink
Karel Hiddink (Varsseveld, 3 september 1956) is een voormalig Nederlands betaald voetballer. Gelijk met zijn broer René kwam hij in 1972 van de amateurs van SC Varsseveld naar De Graafschap in Doetinchem waar een andere broer - Guus - al actief was.
In de jaren 1970-1975 speelde hij interlands voor het Nederlands jeugdelftal 14/15 jaar en 16/17 jaar en de "UEFA-jeugd".
In 1975 ging hij naar Groningen waar hij bij de FC ging spelen in de Eerste divisie. 
In 1980 volgde promotie naar de Eredivisie en kreeg hij de Gouden Schoen als beste speler van de 1e divisie. 
In 1983 speelde hij met de Groningers vier wedstrijden voor de Europacup III tegen Atletico Madrid en Inter Milaan.
Na 323 wedstrijden voor FC Groningen speelde hij één seizoen voor BV Veendam (42 wedstrijden), waar hij via de nacompetitie promoveerde naar de Eredivisie.
In het seizoen 1986/87 keerde hij voor twee seizoenen terug naar De Vijverberg in Doetinchem om zijn profcarrière te beëindigen bij De Graafschap (78 wedstrijden)
In de zomer van 1988 werd hij trainer van het tweede elftal van De Graafschap en assistent van hoofdtrainer Pim Verbeek. Daarna volgden ook twee seizoenen als assistent van de nieuwe hoofdtrainer Simon Kistemaker.
In 1991 een seizoen trainer-coach bij SC Varsseveld in zijn geboorteplaats. Na één seizoen ging hij als oefenmeester aan de slag in de zondag hoofdklasse bij HSC'21 in Haaksbergen. Hij bleef daar drie seizoenen en verkaste toen voor twee jaar naar hoofdklasser Rheden.